# Steve Perryman
Steve Perryman (n. 21 decembrie 1951, Middlesex, Anglia, Regatul Unit) este un fost fotbalist englez.
În cariera sa, Perryman a evoluat la Tottenham Hotspur FC, Oxford United FC și Brentford FC. Perryman a debutat la echipa națională a Angliei în anul 1982.

## Statistici
| Anglia | Anglia  | Anglia |
| An     | Meciuri | Goluri |
| ------ | ------- | ------ |
| 1982   | 1       | 0      |
| Total  | 1       | 0      |